# 宮城弥生
宮城 弥生（みやぎ やよい、2006年〈平成18年〉3月6日 - ）は、日本の女優、タレント。ホリプロ所属。実兄はプロ野球選手の宮城大弥（オリックス・バファローズ）。沖縄県宜野湾市出身。大阪府在住。

## 来歴
中学2年生の時に、当時高校球児であった兄の大弥が第55回プロ野球ドラフト会議でオリックスから指名を受けるにあたり、2019年10月18日にTBS系列で放送された特別番組『ドラフト緊急生特番!お母さんありがとう』の取材を家族と共に受けた。
2023年3月に開催された2023 ワールド・ベースボール・クラシックにおいて、侍ジャパンの選手として選抜された兄の大弥を家族揃って応援する姿が取材された。3月25日にはTBSテレビの情報番組『情報7daysニュースキャスター』で密着取材され、可憐に成長した弥生の姿が話題となり、その反響を受けて、翌週4月1日には弥生の単独インタビューも放送された。弥生はこの頃より複数の芸能事務所からスカウトの声があったという。
2023年4月16日にバラエティ番組『アッコにおまかせ!』でホリプロが手掛けるミュージカル「浜村渚の計算ノート」主演オーディションの舞台裏に密着したコーナーに参加のひとりとして弥生が紹介され、同年4月23日には『ワイドナショー』（フジテレビ）に「ワイドナティーン」としてテレビ初出演した。同年4月25日にはホリプロに所属することが明らかになり、5月1日付けで正式に所属したことが発表された。

## 人物
幼少期から芸能界への憧れがあり、女優やモデルの仕事を希望していた。本拠地が大阪府であるオリックス・バファローズに兄が入団したのを機に、家族で大阪に転居した。通信制の高校に通っており、卒業を機に上京することを考えている。

## 出演

### テレビ
- 情報7daysニュースキャスター（2023年3月25日、4月1日、TBSテレビ） - 宮城大弥の妹として
- アッコにおまかせ!（2023年4月16日、23日、30日、TBSテレビ） - ミュージカルのオーディションを受ける受験生のひとりとして
- ワイドナショー（2023年4月23日、フジテレビ）
- World Baseballエンタテイメント たまッチ!（2023年5月5日、フジテレビ） - 両親と共に出演[1]。自らの口でホリプロ所属になったことを発表[12][7]
- 芸能界オールスター草野球2023（2023年12月30日、テレビ東京） - 始球式 ほか

### テレビドラマ
- 素晴らしき哉、先生!（2024年8月18日 - 10月6日、朝日放送テレビ・テレビ朝日） - 沖あかね 役[13][14][15]
- なんで私が神説教（2025年4月12日 - 6月14日、日本テレビ） - 三井あかり 役[16]

### CM
- コナミデジタルエンタテインメント『パワフルプロ野球 栄冠ナイン クロスロード』「アイドル編」「栄冠ナイン編」「魔物編」（2023年9月） ※WebCM[11][17]

### 舞台
- 女子野球チーム【青空メロディーズ】第一回戦 舞台『青空メロディーズ〜We are baseball girls!!〜』（2024年2月1日 - 4日、萬劇場） - 磯野苺子 役[18]
- 青空メロディーズ〜2nd melody〜（2024年7月24日 - 28日、新宿村LIVE） - 磯野苺子 役
- 青空メロディーズ〜3nd melody〜（2025年1月16日 - 19日、CBGKシブゲキ!!） - 磯野苺子 役
- 青空メロディーズ〜Last melody〜（2025年7月24日 - 27日、CBGKシブゲキ!!） - 磯野苺子 役
- タクフェス 第13弾『くちづけ』（2025年11月24日 - 2026年1月8日〈予定〉、新川文化ホール 他）[19]

### 配信ドラマ
- 恋する♥週末ホームステイ 2024冬（2024年2月6日 - 3月26日〈全8回〉、ABEMA SPECIALチャンネル） - やーちゃん[20]